# 아오키촌
아오키촌(일본어: 青木村)은 일본 나가노현 지사가타군의 촌이다.

## 인접하는 자치체
- 우에다시
- 마쓰모토시
- 히가시치쿠마군 지쿠호쿠촌

## 역사
- 1889년 4월 1일 - 시정촌제 시행과 함께 지사가타군 아오키촌이 성립하였다.

## 인구
| 연도 | 인구  | ±%     |
| ---- | ----- | ------ |
| 1960 | 6,306 | —      |
| 1970 | 5,532 | −12.3% |
| 1980 | 5,245 | −5.2%  |
| 1990 | 5,004 | −4.6%  |
| 2000 | 4,937 | −1.3%  |
| 2010 | 4,610 | −6.6%  |

## 교통

### 도로
- 국도 143호선